# Репликация ДНК у прокариот
Репликация ДНК в бактериальных клетках — это процесс, посредством которого прокариотическая клетка дублирует свою ДНК, передавая одну из копий своим дочерним клеткам. Хотя зачастую этот процесс изучается в модельном организме E.coli, другие бактерии имеют схожие механизмы. Репликация является двунаправленной и начинается с точки Origin репликации (OriC) и продолжается до тех пор, пока весь репликон не будет дуплеципрован.
Процесс репликации состоит из трех этапов: инициация, элонгация и терминация.

## Инициация
Бактериальная клетка должна завершить репликацию ДНК, прежде чем она сможет начать процесс клеточного деления. Условия среды, в которых поддерживается быстрый рост бактерий, также соответствует более быстрому завершению стадии инициации, то есть время удвоения в быстро растущих клеточных культурах меньше по сравнению с медленно растущими. Другими словами, возможно, что в благоприятных условиях для быстрого роста клетки начинают реплицировать свою ДНК для следующего поколения после своих дочерних клеток. Чтобы этого не происходило, инициация репликации ДНК строго регулируется.
ДНК прокариот включает в себя две точки origin. Первая называется сайтом узнавания репликации (English. Replication recognition sequence), который состоит из 4 одинаковых повторов (каждый по 9 пар нуклеотидов). Именно этот участок является ответственным за начало раскручивания цепочки ДНК и запуск всего последующего механизма репликации. На него прикрепляются DnaA белки, которые начинают создавать отрицательное напряжение, и в этом месте ДНК происходит отрицательная сверхспирализация ДНК. Отрицательная сверхспирализация способствует облегчению локального плавления двойной спирали, что обеспечивает нормальную инициацию репликации.
У DnaA есть четыре домена, у каждый из которых имеет свою собственную функцию. Существует 11 сайтов связывания DnaA на месте репликации E. coli, из которых три бокса R1, R2 и R4 (которые имеют высококонсервативную консенсусную последовательность 9 'bp 5' — TTATC / ACACA) сиквенса с высоким сродством к DnaA. На этих 3 боксах DnaA белки образуют комплексы с АТФ (DnaA-ADP и DnaA-ATP) с одинаковым сродством и находятся в таком состоянии на протяжении большей части клеточного цикла образуя каркас, на котором собирается остальная часть репликативного белкового комплекса. Остальные восемь боксов DnaA являются сайтами с низким сродством, которые преимущественно связываются с DnaA-ATP только непосредственно перед инициацией репликации в АТФ-связанном состоянии.
Связывание сайта узнавания DnaA белками изменяет изначальную конформацию двойной цепи ДНК. Предполагается, что происходящее растяжение ДНК с помощью DnaA способствует разделению нитей. Это позволяет большему количеству DnaA связываться с разматываемой областью. Затем фермент DnaC (схожий по функциям с хеликазой эукариот) взаимодействует с DnaA белками, которые связаны с одноцепочечной ДНК. С этим комплексом соединяется фермент хеликаза DnaB, которая будет продолжать разматывать ДНК. В этот момент DnaC отсоединяется из ориджина и DnaB связывает DnaG — праймазу, которая синтезирует праймер рибонуклеиновой природы, так как ДНК-полимераза нуждается в праймере, к которому она могла бы добавить первый нуклеотид, с которого она сможет начинать стадию элонгации. Основная функция фермента DnaG — синтез праймеров фрагментов Оказаки у E. coli.

## Элонгация
Как только прайминг завершен, в ДНК загружается ДНК-полимераза III, и начинается репликация. Каталитический механизм ДНК-полимеразы III задействует два иона магния в качестве кофактора в его активном центре той его области, которая может различать дезоксирибонуклеотиды и рибонуклеотиды. Ионы металлов являются двухвалентными катионами, которые помогают 3'-ОН инициировать нуклеофильное присоединение альфа-фосфат дезоксирибонуклеотида, скоординировать и стабилизировать отрицательно заряженный трифосфат на дезоксирибонуклеотиде. Нуклеофильное присоединение 3'-ОН к альфа-фосфату высвобождает пирофосфат, который затем гидролизуется (неорганической фосфатазой) в два фосфата. Этот гидролиз приводит к завершению синтеза ДНК.
Кроме того, ДНК-полимераза III должна различать правильно спаренные основания и неправильно спаренные основания. Это достигается путем отличию пар оснований Уотсона-Крика посредством использования активному центру фермента, который по форме соответствует структуре правильно спаренных нуклеотидов. Этот участок содержит остаток тирозина, который способен образовывать Ван-дер-Ваальсовы взаимодействия с правильно спаренным нуклеотидом. Кроме того, дцДНК (двухцепочечная ДНК) в активном центре имеет более широкую большую бороздку и маленькую бороздку, что позволяет образовывать водородные связи с третьим азотом пуриновых оснований и вторым кислородом пиримидиновых оснований на краях оснований в большой бороздке, где те более доступны. Наконец, активный центр создает крепкие водородные связи с основной цепью ДНК. Эти взаимодействия приводят к тому, что ДНК-полимераза III замыкается вокруг правильно спаренного основания. Если основание вставлено но спарено неправильно, то эти взаимодействия не смогут произойти из-за нарушений водородной связи и Ван-дер-Ваальсовых взаимодействий.
Матрица считывается ДНК-полимеразой только в направлении 3 '→ 5', добавляя свободные нуклеотиды к 3'-концу собираемой цепочки. Однако одна из родительских цепей ДНК — 3 '→ 5', а другая — 5 '→ 3'. Чтобы решить эту проблему, репликация происходит одновременно в противоположных направлениях. Лидирующая цепь, ход которой направлен по направлению к вилке репликации синтезируется непрерывно, требуя только одной молекулы ДНК-полимеразы III. В это время отстающая цепь, отходящая от вилки репликации, синтезируется серией коротких фрагментов, известных как фрагменты Оказаки, и, следовательно, требует многих праймеров. РНК-праймеры, которые синтезируются как затравки в начале фрагментов Оказаки впоследствии расщепляются РНКазой Н и ДНК-полимеразой I (экзонуклеазой). Если происходит обнаружение неправильной пары нуклеотидов, ДНК-полимераза откатывается на один шаг назад. Благодаря своей 3'-5'-экзонуклеазной гидролитической активности ДНК-полимераза может исключить неправильный нуклеотид из цепочки и затем вставить на его место правильный, после чего репликация продолжается в нормальном режиме.

## Терминация
У прокариот имеются специальные терминаторы, прекращающие синтез цепи ДНК. Участок ДНК у E. coli, на котором происходит терминация, имеет длину 350 тысяч пар нуклеотидов (350 килобаз). Эта область ограничена с двух сторон 10 идентичными непалиндромными сайтами терминации длиной ~23 нуклеотида: TerH, TerI, TerE, TerD, TerA (с одной стороны) и TerJ, TerG, TerF, TerB, TerC (с другой). Эти последовательности позволяют двум вилкам репликации проходить только в одном направлении, но не в другом. Как правило, репликативная вилка останавливается на одном из этих сайтов. В самом процессе терминации участвует Tus-белок, который связывается с одним из Ter-сайтов и блокирует действие белка DnaB (хеликазы) — препятствует раскручиванию двойной спирали ДНК.
Репликация ДНК первоначально дает два связанных между собой кольцевых дуплекса ДНК, каждый из которых содержит одну родительскую цепь и одну вновь синтезированную цепь (согласно полуконсервативному механизму репликации). Это можно представить как два взаимосвязанных кольца, которые не могут быть разделены. Топоизомераза IV в E.coli разрушает фосфодиэфирные связи, присутствующие в двух последовательных нуклеотидах или родительской ДНК, или вновь образованной ДНК, тем самым освобождает эти кольцевые дуплексы, а затем ДНК-лигаза катализирует ковалентное сшивание этой поврежденной цепи ДНК, и, таким образом завершается репликация ДНК в бактериальной клетке с образованием двух дочерних молекул.